# Traktat z Tordesillas

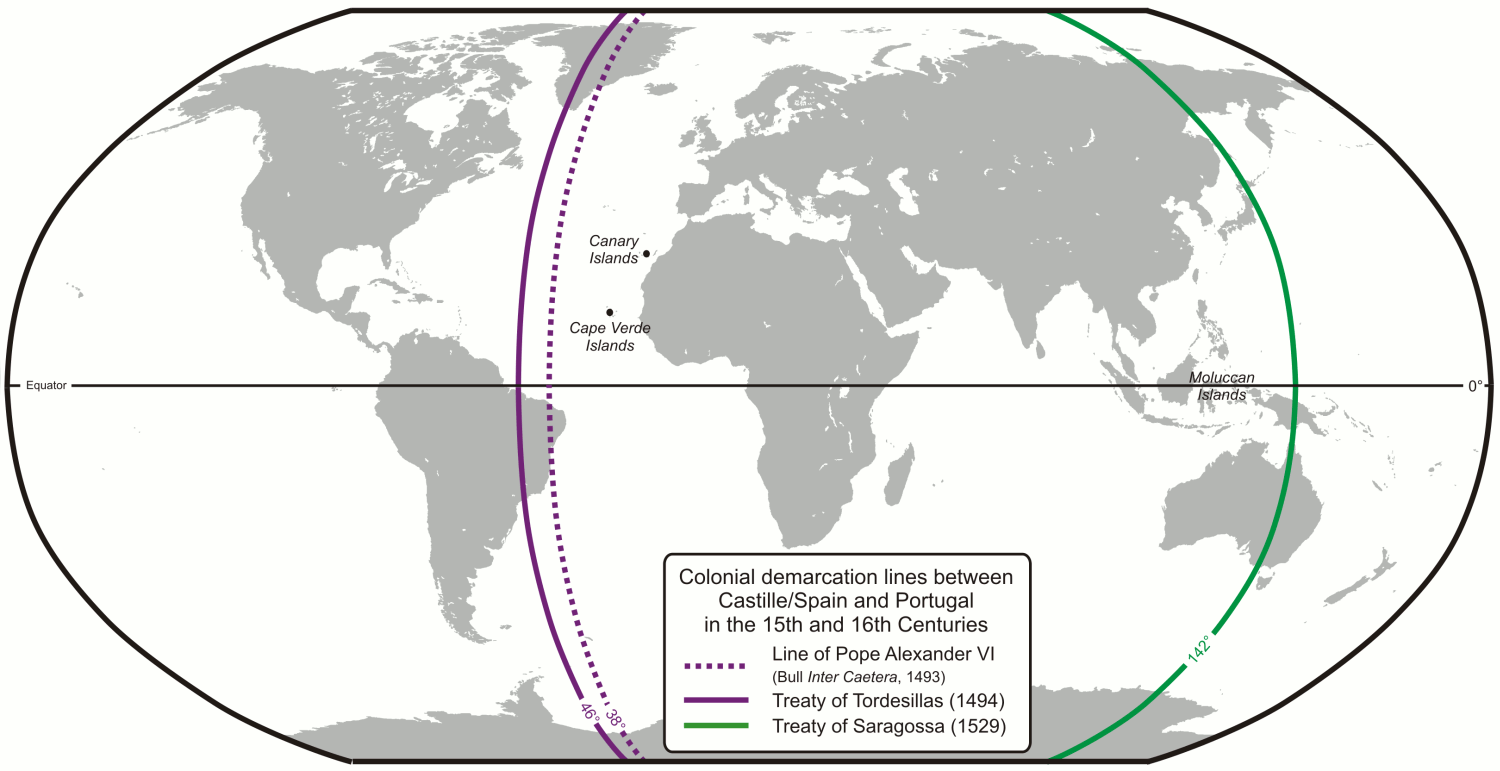
Podział świata między Hiszpanią a Portugalią – na fioletowo linia podziału na zachodzie (wyznaczona traktatem z Tordesillas), a na zielono na wschodzie (układ z Saragossy)

Traktat z Tordesillas – umowa dotycząca podziału sfer wpływów w Nowym Świecie, podpisana przez władców Portugalii i Hiszpanii w Tordesillas 7 czerwca 1494. 
Traktat zapobiegał konfliktowi o tereny odkryte przez Krzysztofa Kolumba w Ameryce i zapewniał Portugalczykom terytoria brazylijskie jeszcze przed ich oficjalnym odkryciem. Rodzi to przypuszczenia, że poznali oni linię brzegową Ameryki Południowej znacznie wcześniej, niż się to powszechnie przyjmuje.
W 1529 traktat z Tordesillas, rozstrzygający o podziale terytoriów na zachodzie, został dopełniony układem z Saragossy, który rozstrzygał o podziale stref wpływów na wschodzie.

## Portugalskie roszczenia do ziem odkrytych przez Kolumba
Zgodnie z wcześniejszym traktatem z Alcáçovas (1479) wszystkie nowo odkryte terytoria na południe od Wysp Kanaryjskich miały należeć do Portugalii. Dlatego też zaanektowanie przez Krzysztofa Kolumba ziem na zachodnich krańcach Atlantyku (1492) spotkało się z reakcją portugalskiego dworu. Jan II rozpoczął przygotowania do zajęcia należnych sobie terenów i mianował w tym celu admirała Francisco de Almeidę dowódcą armady, która miała zostać wysłana na zachodni Atlantyk. Zaniepokojeni obrotem sprawy władcy Hiszpanii rozpoczęli działania dyplomatyczne. 

## Hiszpańskie zabiegi dyplomatyczne w Watykanie
Hiszpańska ofensywa rozpoczęła się w 1493 w Watykanie. Zgodnie ze średniowieczną tradycją, papież legalizował prawa europejskich monarchów do nowo odkrytych terenów. Hiszpańscy ambasadorzy w Rzymie Bernardin de Carvajal i Ruiz de Medina podjęli działania mające na celu złagodzenie niekorzystnych dla kastylijskiego dworu konsekwencji wynikających z traktatu z Alcáçovas.
3 maja 1493 w papieskiej bulli Inter coetera przyznano Królestwu Hiszpanii nowo odkryte terytoria. Dzień później, w kolejnym dokumencie, wyznaczono linię demarkacyjną biegnącą południkowo 100 lig (ok. 540 km, 320 mil) na zachód od Wysp Zielonego Przylądka lub Azorów - obszary na zachód od niej miały należeć do Hiszpanii, na wschód - do Portugalii. Uchwalenie w tak krótkim czasie tak ważnych dokumentów świadczy według badaczy o aktywnym portugalskim sprzeciwie oraz o tym, że drugi z nich uwzględniał stanowisko Lizbony.

## Traktat z Tordesillas
Niepocieszony Jan II (król Portugalii) zgodził się jednak na dalsze mediacje z Hiszpanami, zakończone podpisaniem traktatu w Tordesillas 7 czerwca 1494. W dokumencie zmieniono przebieg linii demarkacyjnej (bulle zawierały wiele błędów geograficznych[wymaga weryfikacji?]), która od tej pory biegła południkowo 370 lig (ok. 2 tys. km, 1184 mil) na zachód od Wysp Zielonego Przylądka.
Przyznawał on de facto Portugalii dzisiejszą Brazylię jeszcze przed jej oficjalnym odkryciem w 1500, co rodzi domniemanie, że Portugalczycy dopłynęli do wybrzeży Ameryki Południowej wcześniej, niż oficjalnie się to uznaje.

## Znaczenie
Bulla i traktat podzieliły świat pomiędzy Portugalią a Hiszpanią na dwie półkule (według Cribba antypołudnikiem był południk 129°E). „Antypołudnik” został ustalony w 1529 układem z Saragossy.
Znaczenie traktatu było jednak głównie doraźne i zapobiegało otwartemu konfliktowi Portugalii i Hiszpanii. Pomimo faktu, że obowiązywał on do 1777, sami Portugalczycy złamali jego postanowienia jeszcze w XVII wieku, decydując się na ekspansję w głąb amerykańskiego interioru.
W roku 2007 traktat został wpisany na listę UNESCO Pamięć Świata.